# Pedra Selada
Pedra Selada é um distrito do município de Resende, no estado do Rio de Janeiro. O distrito possui  cerca de 2 300 habitantes e está situado ao norte do município.